# Croix, Nord
Croix är en kommun i departementet Nord i regionen Hauts-de-France i norra Frankrike. Kommunen ligger i kantonen Roubaix-Ouest som tillhör arrondissementet Lille. Musikgruppen Klingande kommer från Croix. År 2022 hade Croix 20 956 invånare.

## Befolkningsutveckling
Antalet invånare i kommunen Croix
| Referens: INSEE |